# جعبوبة
جُعْبوبة (الاسم العلمي Ormyrus)، جنس دبابير من فصيلة الجعبوبيات. أنواعه الموصوفة نحو 120 نوع.